# CBS 코퍼레이션
CBS 코퍼레이션(CBS Corporation)은 미국의 미디어 대기업이었다. 미국 3대 네트워크의 하나인 CBS 등을 소유했었다.

## 역사
2005년 12월 31일 바이어컴에서 파라마운트 픽쳐스, 바이어컴 미디어 네트웍스 등을 회사 분할을 발표하여, 회사명이 CBS 코퍼레이션으로 변경되었다.
그러다가 14년 후 2019년 12월 4일, 다시 바이어컴과 합병되어 바이어컴CBS가 되었다.

## 같이 보기
- 바이어컴CBS